# ジェームス・タイラー
ジェームス・タイラー・ギター （英語: James Tyler Guitars）は、アメリカ合衆国カリフォルニア州のエレクトリックギターのカスタムオーダーを主体とした楽器製造会社。

## 概要
創業者であるジェームス・タイラー (James Lee Tyler)は、10代の頃より趣味で電子工作を行っており、大学卒業後の1978年に楽器屋のNorman's Rare Guitarsでリペアマンとしてアルバイトを始め、楽器業界でのキャリアをスタートさせる。1980年に資本金がたまりロサンゼルスで前身となるリペアショップが創業された。顧客にはマイケル・ランドウなどを代表する多くのスタジオミュージシャンを抱え始め、この期間に楽器卸売業者のMightyMiteからワーモス製やトム・アンダーソン製、シェクター製などのボディやネックを仕入れ、ギターの組み込み業務も開始し、ギタークラフトの技術も磨いていった。1987年にLA Guitar Showで第一作目となるStudio Eliteを発表し、ついにギターブランドとして立ち上げた。1988年頃からシェクターなどを買収した投資家の渋谷尚武と資本提携を結び、販路拡大を目論むが売上は芳しくなく失敗に終わり、1990年にはロサンゼルスのショップを閉鎖に追い込まれた。1991年にバンナイズでギター工房を再興させ、1993年に代表作であるBurning Waterを発表する。2011年にロサンゼルスに工場を新設する。
2014年に日本の代理店であるキタハラ楽器と提携し、長野県にあるギター製造会社のディバイザー傘下である有限会社飛鳥（飛鳥ファクトリー）にてJames Tyler Guitars JAPANとして日本国内での製造を開始。翌年よりClassicを皮切りに主要モデルの販売が開始され、現在ではアメリカ本国のディーラーでも販売されている。
なお、製作に当たってはUSAよりCADデータが引き継がれただけでなく、ピックアップなど主要部品はUSAから送られたものを使用し製作されており、現在は概ねUSA製の半額程度で販売されている。
2019年10月5日（JST）、創業者のジェームス・タイラーが自身の2021年の誕生日をもって引退すること、及び、同年をもってギターのオーダー受注を停止することを自社のSNSアカウントにて表明した（但し、ギターメーカーとしての存続の是非について明らかにされていない）。その後、後継者を立てて事業は存続されている。
2024年8月31日、創業者のジェームス・タイラーが死去したことを公式Instagramにて公表した。享年72。

## 製品の特徴
ボディにマムヨとジェームス・タイラーが名付けたジェルトン（Dyera spp., 主にクワガタノキ D. costulata）いう木材を使用したり、チェンバード加工やホロー加工など通常のエレキギターでは使われない構造など独創的なのが特徴。
ピックアップの切り替えやオンオフをコントロールする多彩なスイッチ装備、ミッドブーストできるプリアンプを内蔵しているモデルも多い。
オーダーメイドを受け付けているので、プレイヤーの好みによってアルダーやアッシュのような一般的なボディ材を使用したオーダーも可能である。
自社でワイヤリングしたピックアップも販売している。またブリッジなどは後藤ガットやHipshotに特注するなどのこだわりもある。

## 使用ミュージシャン
- スティーブ・ルカサー
- ダン・ハフ
- マイケル・ボルトン
- マイケル・ランドウ
- Takeshi Akimoto
- Wayne Krantz
- Buzz Feiten
- 鳥山雄司
- 福山雅治
- 桜井和寿
- 阿部学